# Festival de Wartburg
El primer Festival de Wartburg (alemany: Wartburgfest), celebrat el 18 d'octubre de 1817, va ser un important esdeveniment en la història alemanya que va tenir lloc al castell de Wartburg, prop d'Eisenach, i que fou clau en el desenvolupament de la lluita per l'Estat unitari alemany. Uns cinc-cents participants van reclamar un estat nació unit amb una constitució pròpia i llibertats civils. Era unademostració de voluntat que mai s'havia vist abans a Alemanya. Al mateix temps, va ser un fet ambivalent perquè, a més de les reivindicacions progressistes, també expressava el germanisme radical, l'odi als jueus i els francesos, i la crema de llibres d'autors impopulars.

## Context històric
A l'acabar la guerra d'alliberament contra França i Napoleó, molts partidaris de la unficació dels estats alemanys en una unió veieren el seu somni impossibilitat per les condicions signades al Congrés de Viena. Les reformes democràtiques no només es van encallar, sinó que va començar una època reaccionària amb repressió governamental contra la llibertat de premsa i d'associació. Començava l'era coneguda en l'àmbit germànic com Vormärz. El 1815 els estudiants de Jena fundaren l'organització juvenil Teutonia per a promoure idees d'unitat nacional a la universitat. Molts d'aquests estudiants havien participat en la guerra contra Napoleó, en batallons com el Lütschowsches Freikorps, l'emblema del qual esdevingué la bandera d'Alemanya. Els estudiants alemanys reclamaven un estat nació amb una constitució liberal alhora que condemnaven la reacció que tenia lloc en l'ordre polític.

## El festival
El festival va tenir lloc tres-cents anys després que Martí Luter clavés les seves tesis i quatre anys després de la batalla de les Nacions a Leipzig. Wartburg, el lloc escollit pels estudiants, era altament simbòlic perquè havia servit de refugi a Luter entre 1521 i 1522. Durant la seva estada, Luter va començar a traduir el Nou Testament del llatí a l'alemany. Al segle xix, i en el marc del Kulturkampf es va desenvolupar el mite, sense fonament lingüístic, de Luter com a pare de la llengua alemanya moderna, de manera que el castell de la Wartburg, on hauria començat el procés de traducció de la Bíblia a l'alt-alemany, esdevingué un símbol del nacionalisme alemany. En aquest festival s'hi cremaren llibres considerats reaccionaris, juntament amb insígnies napoleòniques com el bastó de caporal. En aquest ocasió, el poeta Heinrich Heine va escriure: «Això només era un preludi, on es cremen llibres, s'acaba cremant gent».
La crema de llibres feta a Wartburg fou usada pels nazis com justificació de les seves accions a partir de 1933. Però des del poder es va fer servir aquesta trobada dels estudiants com una raó més per reprimir les forces liberals, amb edictes com els decrets de Karlsbad de 1819.
El 1832 el Festival de Hambach fou celebrat amb les mateixes intencions. El segon festival de Wartburg hauria d'esperar fins a les revolucions de 1848 als Estats alemanys, que inaugurarien un canvi d'època, conegut avui com a Nachmärz.

## Llibres cremats durant el festival
- Jean Pierre Frédéric Ancillon: Ueber Souverainitaet, etc.
- F. v. Cölln: Vertraute Briefe. Freymüthige Blätter
- August Friedrich Wilhelm Crome: Deutschlands Crisis und Rettung im April und May 1813.
- Dabelow: Der 13e Artikel der deutschen Bundesacte
- Karl Ludwig von Haller: Restauration der Staatswissenschaft
- August von Kotzebue: Geschichte des deutschen Reichs
- Ludwig Theobul Kosegarten: Rede gesprochen am Napoleonstage 1800, Geschichte meines fünfzigsten Lebensjahres i Vaterländische Lieder
- Carl Albert Christoph Heinrich von Kamptz: Codex der Gensd'armerie
- Michel, Stefan: “»Luthers Sanhedrin« - Helfer und Mitarbeiter an der Lutherbibel”. Dins: Margot Käßmann i Martin Rösel (curadors): Die Bibel Martin Luthers - ein Buch und seine Geschichte. Pp. 117-135. Stuttgart: Deutsche Bibelbesellschaft / Leipzig: Evangelische Verlagsanstalt, 2016. ISBN 978-3-374-04408-5 i 978-3-438-06275-8.
- W. Reinhard: Die Bundesacte über Ob, Wann und Wie? deutscher Landstände
- Schmalz: Berichtigung einer Stelle in der Bredow-Venturinischen Chronik; und die beyden darauf
- Saul Ascher: Germanomanie
- Zacharias Werner: Martin Luther oder die Weihe der Kraft, Die Söhne des Thals
- K. v. Wangenheim: Die Idee der Staatsverfassung
- El Codi Civil Napoleònic
- Justus Friedrich Wilhelm Zachariae: Über den Code Napoleon
- Carl Leberecht Immermann: Ein Wort zur Beherzigung, 1814, (escrit contra la Burschenschaft de Halle)

## Bilbiografia
- Kieser, Dietrich Georg. Das Wartburgfest am 18. October 1817: in seiner Entstehung, Ausführung und Folgen; nach Actenstücken und Augenzeugnissen; nebst einer Apologie der akademischen Freiheit und 15 B eilagen [El Festival de Wartburg el 18 d'octubre de 1817: els seus orígens, execució i conseqüències; segons documents i testimonis presencials; juntament amb una disculpa per la llibertat acadèmica i 15 suplements] (en alemany).  Jena: Frommann, 1818.